# Nacareniobsita-(Ce)
La nacareniobsita-(Ce) és un mineral de la classe dels silicats que pertany al grup de la rinkita. El seu nom és un acrònim dels elements que la componen: sodi (Na), calci, terres rares (de l'anglès rare earths) i niobi.

## Característiques
La nacareniobsita-(Ce) és un silicat de fórmula química Na₃Ca₃(Ce,La,Nd)Nb(Si₂O₇)₂OF₃. Va ser aprovada com a espècie vàlida per l'Associació Mineralògica Internacional l'any 1987. Cristal·litza en el sistema monoclínic. La seva duresa a l'escala de Mohs és 5.
Segons la classificació de Nickel-Strunz, la nacareniobsita-(Ce) pertany a «09.BE - Estructures de sorosilicats, amb grups Si₂O₇, amb anions addicionals; cations en coordinació octaèdrica [6] i major coordinació» juntament amb els següents minerals: wadsleyita, hennomartinita, lawsonita, noelbensonita, itoigawaïta, ilvaïta, manganilvaïta, suolunita, jaffeïta, fresnoïta, baghdadita, burpalita, cuspidina, hiortdahlita, janhaugita, låvenita, niocalita, normandita, wöhlerita, hiortdahlita I, marianoïta, mosandrita, götzenita, hainita, rosenbuschita, kochita, dovyrenita, baritolamprofil·lita, ericssonita, lamprofil·lita, ericssonita-2O, seidozerita, nabalamprofil·lita, grenmarita, schüllerita, lileyita, murmanita, epistolita, lomonossovita, vuonnemita, sobolevita, innelita, fosfoinnelita, yoshimuraïta, quadrufita, polifita, bornemanita, xkatulkalita, bafertisita, hejtmanita, bykovaïta, nechelyustovita, delindeïta, bussenita, jinshajiangita, perraultita, surkhobita, karnasurtita-(Ce), perrierita-(Ce), estronciochevkinita, chevkinita-(Ce), poliakovita-(Ce), rengeïta, matsubaraïta, dingdaohengita-(Ce), maoniupingita-(Ce), perrierita-(La), hezuolinita, fersmanita, belkovita, nasonita, kentrolita, melanotekita, til·leyita, kil·lalaïta, stavelotita-(La), biraïta-(Ce), cervandonita-(Ce) i batisivita.

## Formació i jaciments
Va ser descoberta al dipòsit d'urani Kvanefjeld, a l'altiplà de Kuannersuit, dins el complex d'Ilímaussaq, a Narsaq (Kujalleq, Groenlàndia). També ha estat descrita en altres indrets dins el mateix complex d'Ilímaussaq, així com al Brasil, el Canadà, Hongria, Guinea, Madagascar i Namíbia.